# Knill Gruppe
Die Knill Gruppe mit Sitz in Weiz in der Steiermark ist eine Unternehmensgruppe im Maschinenbau mit 30 Unternehmen in 18 Ländern der Welt. Die Gruppe gliedert sich in zwei rechtlich unabhängige Bereiche – Energy und Technology. Die Knill Energy Holding ist mit ihren Tochtergesellschaften und Marken in der Energieübertragung und -verteilung tätig. Im Bereich Technology – dem Sondermaschinenbau – bedient die Rosendahl Nextrom (900 Beschäftigte) mit ihren Tochtergesellschaften die weltweite Batterie-, Kabel & Draht-, sowie Glasfaserindustrie. Die Knill Gruppe steht seit mehr als 300 Jahren im Familienbesitz und wird als Familienunternehmen von den Brüdern Georg Knill und Christian Knill geführt.

## Geschichte
Die Geschichte der Knill Gruppe geht auf die 1712 gegründete Klingenschmiede Mosdorfer zurück, die Säbel, Sicheln und Klingen produzierte. Mitte des 18. Jahrhunderts baute man die Schmiede zu einem Serienfertigungsbetrieb aus. Zu dieser Zeit erlangte die Klingenerzeugung Mosdorfer Monopolstellung in der Belieferung der kaiserlichen Armee mit Säbeln. Im Jahr 1784 erhielt man die Konzession zur Sichelproduktion.
1929 heiratete Friedrich Knill die zweite Tochter von Moritz Mosdorfer. Er wurde Geschäftsführer der Mosdorfer GmbH und warb im Jahr 1949 den ersten Auftrag über Freileitungsarmaturen ein, die zum Hauptbetätigungsfeld des Unternehmens geworden sind. 1974 übernahm sein Sohn Gunther Knill die Geschäftsführung. In den folgenden Jahrzehnten expandierte das Unternehmen durch Akquisition von Lorünser (1985), Elsta Mosdorfer (1989), Rosendahl (1997), CCL Systems (1999), Nextrom (2005), BM Battery Machines (2010), Almatec (2012) sowie Graph Solutions (2014). In den letzten zwanzig Jahren gab es jährlich ein Umsatzwachstum von 11 Prozent. Im Jahr 2025 strebt die Gruppe mit insgesamt 2500 Mitarbeitern erstmals eine halbe Milliarde Euro Umsatz an.
Seit 2002 leiten Gunther Knills Söhne Christian und Georg Knill die Unternehmensgruppe.
Im Herbst 2023 kam es im Zuge von Verhandlungen zum Kollektivvertrag für die Metallindustrie, bei der Christian Knill als Chefverhandler der Arbeitgeber fungierte, zu Warnstreiks bei Rosendahl Nextrom. Die Geschäftsführung von Rosendahl Nextrom sendete in der Folge eine Rundmail an die Mitarbeiter, diese von der Krankenkasse abzumelden, sollte es zu mehrtägigen Streiks kommen.
2025 geriet das Unternehmen in die Kritik, nachdem das Medium Zackzack der Knill-Gruppe mehrfach vorgeworfen hatte, im Jahr 2018, trotz Sanktionen gegen Russland, noch Geschäfte im Glasfaserbereich gemacht zu haben. Es folgte eine parlamentarische Anfrage an das österreichische Wirtschaftsministerium. Aus der Anfragebeantwortung des Ministeriums ging jedoch hervor, dass es zu keinen Sanktionsverstößen gekommen war, da die entsprechenden Exporte erst durch die neu eingeführten Sanktionen gegen Russland im Februar 2022 verboten wurden. Das Unternehmen habe sich seither laut eigener Aussage gänzlich aus dem russischen Markt zurückgezogen.

## Tochterunternehmen

### Knill Energy Holding

#### Mosdorfer GmbH
Produzent von Armaturen und Dämpfungssystemen für Stromleitungen mit Sitz in Weiz, A

#### Damp
Produzent von Dämpfungs- und Schwingschutzsystemen für Freileitungen mit Sitz in Bergamo, I

#### Gridpulse
Produziert in Ljubljana, SLO Systeme zum Überwachen und Bewerten von Freileitungen

#### Lorünser
Produzent von Komponenten für Freiluftschaltanlagen sesshaft in Schlins, A

#### EBG Elektro
2024 von der Knill Gruppe übernommener Produzent von Gehäusen aus glasfaserverstärktem Kunststoff mit Sitz in Lünen, D

#### Almatec
Produzent von Aluminiumgehäusen und Entwärmungssystemen für technische Anlagen mit Sitz in Schüpfheim, CH

#### Elsta Mosdorfer
Produzent von Schranksystemen aus Polyester mit Sitz in Kaindorf an der Sulm, A

#### Mosdorfer Rail
2021 übernommener Geschäftsbereich der deutschen Pfisterer Gruppe mit Standorten in Spanien, Italien und Großbritannien. Produziert Komponenten für Fahrleitungssysteme für Eisen- und Straßenbahn.

### Rosendahl Nextrom GmbH
Rosendahl
In Pischelsdorf am Kulm, A ansässiger Maschinenbauer mit Spezialisierung auf Produktionssysteme von Energie- und Datenkabeln sowie Stahlseilen.
BM-Rosendahl
Anbieter von Produktionsanlagen für Bleisäure- und Lithium-Ionen-Batterien mit Sitz in Pischelsdorf am Kulm.
Nextrom
Weltweit führender Hersteller von Anlagen zur Produktion von Glasfasern und Glasfaserkabeln mit Sitz in Vantaa, SF.